# كأس الاتحاد 1979
كأس الاتحاد 1979 (بالإسبانية: Copa Federación 1979)‏ هو الموسم 17 من  كأس فيد. أقيم خلال الفترة 30 أبريل 1979 وحتى 6 مايو 1979، وفاز فيه منتخب الولايات المتحدة لكأس فيد.